# Laccornellus
Laccornellus es un género de coleópteros adéfagos  perteneciente a la familia Dytiscidae. 

## Especies
- Laccornellus copelatoides	(Sharp 1882)
- Laccornellus lugubris	(Aube 1838)